# Sture Sivertsen
Sture Sivertsen (Levanger, 16 de abril de 1966) es un deportista noruego que compitió en esquí de fondo. 
Participó en dos Juegos Olímpicos de Invierno, obteniendo en total tres medallas, plata y bronce en Lillehammer 1994, en las pruebas de relevo (junto con Vegard Ulvang, Thomas Alsgaard y Bjørn Dæhlie) y 50 km, y oro en Nagano 1998, en el relevo (con Erling Jevne, Bjørn Dæhlie y Thomas Alsgaard).
Ganó cuatro medallas de oro en el Campeonato Mundial de Esquí Nórdico entre los años 1993 y 1997.

## Palmarés internacional
| Juegos Olímpicos   | Juegos Olímpicos      | Juegos Olímpicos  | Juegos Olímpicos |
| Año                | Lugar                 | Medalla           | Prueba           |
| ------------------ | --------------------- | ----------------- | ---------------- |
| 1994               | Lillehammer (Noruega) | Medalla de plata  | Relevo 4 × 10 km |
| 1994               | Lillehammer (Noruega) | Medalla de bronce | 50 km            |
| 1998               | Nagano (Japón)        | Medalla de oro    | Relevo 4 × 10 km |
| Campeonato Mundial |                       |                   |                  |
| Año                | Lugar                 | Medalla           | Prueba           |
| 1993               | Falun (Suecia)        | Medalla de oro    | 10 km            |
| 1993               | Falun (Suecia)        | Medalla de oro    | Relevo 4 × 10 km |
| 1995               | Thunder Bay (Canadá)  | Medalla de oro    | Relevo 4 × 10 km |
| 1997               | Trondheim (Noruega)   | Medalla de oro    | Relevo 4 × 10 km |